# Untermerzbach
Untermerzbach er en kommune i Landkreis Haßberge i Regierungsbezirk Unterfranken i den tyske delstat Bayern.

## Geografi
Untermerzbach ligger i Region Main-Rhön.
I kommunen er der ud over Untermerzbach landsbyerne Gereuth, Gleusdorf, Hemmendorf, Memmelsdorf i.UFr., Obermerzbach, Wüstenwelsberg, Recheldorf og Buch.

## Seværdigheder
- Schloss Untermerzbach
- Schloss Gleusdorf
- Schloss Gereuth
- Synagoge Memmelsdorf